# Habenaria reniformis
Habenaria reniformis är en orkidéart som först beskrevs av David Don, och fick sitt nu gällande namn av Joseph Dalton Hooker. Habenaria reniformis ingår i släktet Habenaria och familjen orkidéer. Inga underarter finns listade i Catalogue of Life.